# Culicoides filicinus
Culicoides filicinus är en tvåvingeart som beskrevs av Gornostayeva och Gachegova 1972. Culicoides filicinus ingår i släktet Culicoides och familjen svidknott. Inga underarter finns listade i Catalogue of Life.